# Gil de Medina

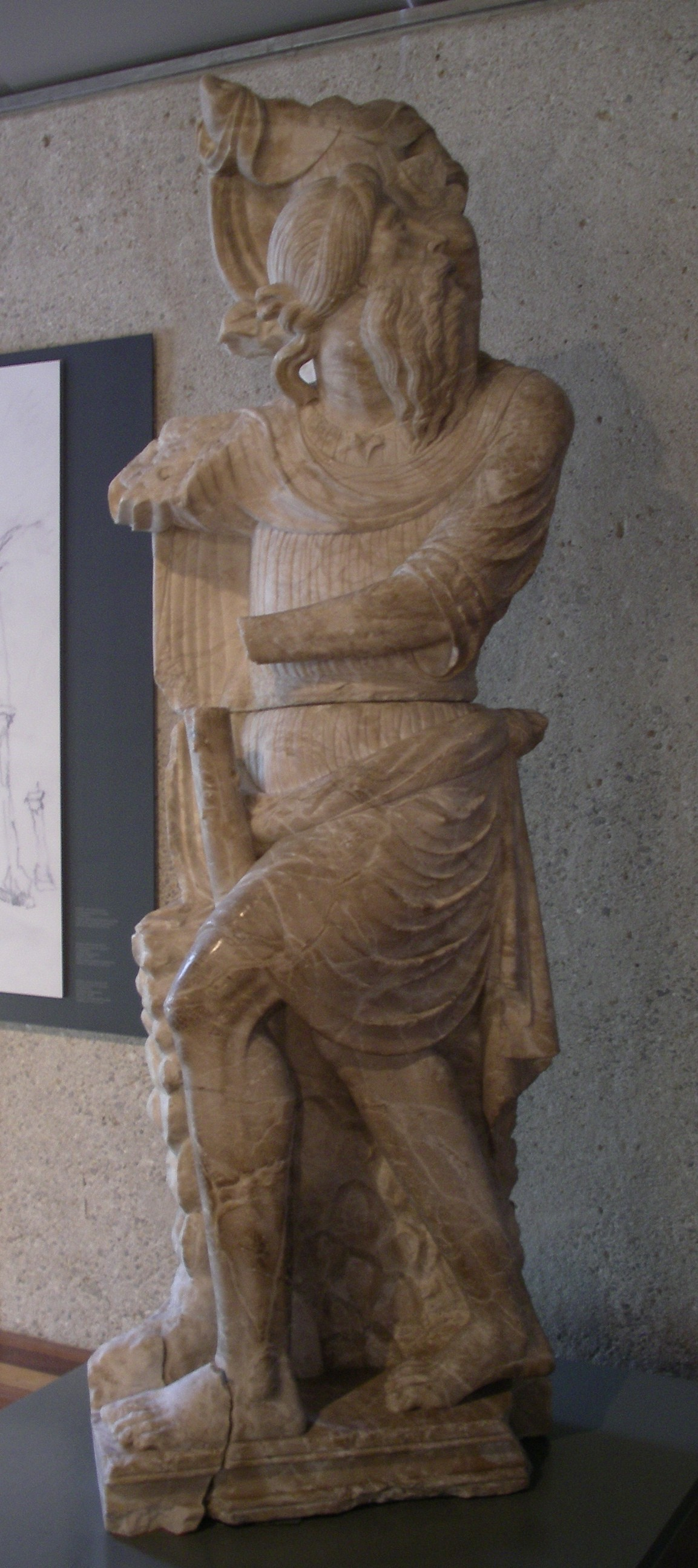
San Cristóbal de Gil de Medina (Museo Diocesano de Barcelona).

Gil de Medina fue un escultor del siglo XVI que, a pesar de ser de origen castellano, residió y trabajó en Cataluña, principalmente en el pueblo de Sarral y Barcelona.
Por encargo de la Generalidad de Cataluña realizó las columnas del patio de los Naranjuos del Palacio de la Generalidad, ejemplo puro de la influencia del renacimiento florentino (1537-1538). Trabajó también en Perpiñán y es autor de las imágenes de la Virgen y de San Cristóbal de la parroquia barcelonesa de San Miguel (desaparecida en 1868).